# Nagy Hal
A Nagy Hal (eredeti címe: Big Fish) Tim Burton 2003-as filmje. Daniel Wallace hasonló című regényéből a forgatókönyvet John August írta. A film négy Arany Glóbusz jelölést kapott, és egy Oscar-díj jelölést is a legjobb zene kategóriában, amit Danny Elfman szerzett. Miley Cyrus-nak ez volt az első filmszerepe, Marion Cotillard-nak pedig ez volt az első amerikai játékfilmje.

## Történet
|  | Alább a cselekmény részletei következnek! |

Will Bloom (Billy Crudup) több éve megszakította a kapcsolatot apjával, de egy telefon után hazautazik francia feleségével (Marion Cotillard) halálos beteg apjához (Albert Finney), hogy mellette legyen. Apja álomvilágát, mellyel környezetét (is) szórakoztatta, a fia nem tudja elfogadni, de az apa még utoljára elmeséli életét a fiának, úgy ahogyan ő emlékszik rá, ahogyan fiatal korában (Ewan McGregor) átélte a vele történt eseményeket. Will megpróbálja apja életét megtisztítani a mese elemektől, de rájön, hogy ez nem lehetséges...
|  | Itt a vége a cselekmény részletezésének! |

## Szereplők
- Albert Finney – az öreg Edward Bloom: egy volt utazóügynök, aki a halálos ágyán visszaemlékezik az életére (Kránitz Lajos)
- Ewan McGregor – a fiatal Edward Bloom (a gyerek Edward Bloomot Perry Waltson alakítja) (Anger Zsolt)
- Jessica Lange – Sandra Bloom: Edward Bloom felesége (Kovács Nóra)
- Alison Lohman – a fiatalkori Sandra Templeton: akibe Edward Bloom első látásra beleszeret (Roatis Andrea)
- Billy Crudup – Will Bloom: Edward Bloom fia, aki megrögzötten ragaszkodik a valósághoz (Miller Zoltán)
- Marion Cotillard – Joséphine Bloom: Will terhes francia felesége (Kéri Kitty)
- Helena Bonham Carter – Jennifer Hill (Jenny): elvált zongoratanárnő, aki Fantom (angolul Spectre) városában él  (Majsai-Nyilas Tünde)
- Hailey Anne Nelson – a nyolcéves Jenny Fantom városában (?)
- Helena Bonham Carter – az öreg boszorkány: megmutatja az embernek, miképp hal meg (Majsai-Nyilas Tünde)
- Robert Guillaume – Dr. Bennett: a család orvosa, aki Willt is világra segítette (Kristóf Tibor)
- Matthew McGrory – Karl, az Óriás: egy világtól elvonult óriás, akitől Edward megvédi a szülővárosát Ashtont (Jakab Csaba)
- Danny DeVito – Amos Calloway: cirkuszi porondmester, aki munkát ad Karlnak és Edwardnak is (Szombathy Gyula)
- Steve Buscemi – Norther Winslow: ashtoni költő, aki egy időre Fantomban telepedett le. Később bankot rabolt, de mivel több pénzt látott a brókerkedésben, ezért a Wall Streetre ment dolgozni, ahol meggazdagodott (Epres Attila)
- David Denman – Don Price: ashtoni fiú, aki mindig Edward árnyékában élt, de mégis neki sikerült először eljegyeznie Edward szerelmét Sandrát (Vári Attila)
- Ada Tai és Arlene Tai – Ping és Jing: sziámi ikerpár, akik Koreában léptek fel katonák előtt, de Edward tanácsára Amerikába utaztak és Amos cirkuszában folytatták karrierjüket (eredeti nyelven)
- Loudon Wainwright III – Beamen: Fantom városának polgármestere, Jenny apja (Csankó Zoltán)
- Missi Pyle – Mildred: Beamen felesége (Csere Ágnes)
- Miley Cyrus (Destiny Cyrus néven) – a 8 éves Ruthie a gyerekkori bandában (?)
- Deep Roy – Lógótompor Úr (Mr. Soggybottom angolul): Amos ügyvédje és bohóc (Vizy György)